# Walter Kollmann
Pour les articles homonymes, voir Kollmann.
Walter Kollmann (né le 17 juin 1932 et mort le 16 mai 2017) est un footballeur autrichien. Il évoluait au poste de défenseur.

## Biographie
Il est international autrichien à seize reprises. 
Il participe aux JO 1952, à la Coupe du monde 1954 puis à celle de 1958. 
Joueur du Wacker Wien de 1951 à 1960, il ne remporte aucun titre avec cette équipe.